# CFM International
CFM International — совместное предприятие французской компании Snecma (дочерняя структура Safran) и американской компании GE Aerospace (бывшее подразделение корпорации General Electric, называвшееся GE Aviation).

## Общие сведения
CFM International была основана для разработки и обслуживания турбовентиляторных авиационных двигателей CFM56.
Название «CFM» является акронимом и образовано из названий других двигателей, выпускаемых обеими корпорациями: CF6 (General Electric) и M56 (Snecma).
С момента своего создания в 1974 году CFM International выпустила более 23 тысяч двигателей для более чем 500 компаний во всём мире.

## Продукция
- CFM International CFM56 (F108)
- CFM International LEAP